# Günter Müller (Improvisationsmusiker)
Günter Müller (* 20. Oktober 1954 in München) ist ein deutscher Improvisationsmusiker und Lehrer für Bildende Kunst und Grafisches Gestalten.

## Leben und Wirken
Müller, der seit 1956 in der Schweiz lebt, erlernte das Schlagzeugspiel als Autodidakt. Er kombinierte es seit 1981 mit einem mobilen Tonabnehmer- und Mikrophonsystem und Elektronik. Seit 1998 kommen Minidisc und iPod hinzu. Müller spielte zumeist im Duo und Trio mit unterschiedlichen Musikern der Improvisationsszene, etwa Jim O’Rourke, George Lewis, Christian Marclay, Lê Quan Ninh, Keith Rowe, Carlos Zingaro, Michel Doneda, Urs Leimgruber, Gastr Del Sol, Otomo Yoshihide, Kurt Liedwart und Alfred Harth, ist aber auch mit Gruppen wie dem Blauen Hirsch (Werner Lüdi, Wädi Gysi, Mich Gerber) auf Tournee gegangen und spielte auch in größeren Kollektiven (Butch Morris). Er ist Gründungsmitglied des Trios Nachtluft (mit Andres Bosshard und Jacques Widmer), welches Sound-Installationen schuf, und des elektronischen Quartetts poire_z mit Norbert Möslang, Andy Guhl und eRikm. Daneben tritt er auch solistisch auf. Er gab Konzerte in den Vereinigten Staaten, Kanada, Australien, Neuseeland und Japan. 
1990 gründete Müller sein eigenes Label For 4 Ears. Er hat aber auch Alben für Erstwhile, Cut, Grob, Audiosphere, Mikroton Recordings und weitere Labels eingespielt.

## Lexigraphische Einträge
- Bruno Spoerri (Hrsg.):  Biografisches Lexikon des Schweizer Jazz CD-Beilage zu: Spoerri, Bruno (Hrsg.): Jazz in der Schweiz. Geschichte und Geschichten. Chronos-Verlag, Zürich 2005, ISBN 3-0340-0739-6